# 사사가와 료헤이
사사가와 료헤이(일본어: 笹川了平)는 가정교사 히트맨 REBORN!의 등장인물이다.

## 프로필
- 속성 : 태양(淸)
- 직급 : 나미모리 중학교 복싱부 부장, 봉고레 패밀리. 태양의 수호자(Guardiano Di Sereno / 淸 守護者)
- 연령 : 15세
- 생일 : 8월 26일
- 별자리 : 처녀자리
- 혈액형 : A형
- 신장 : 168 cm
- 체중 : 68 kg
- 출신국가 : 일본
- 고향 : 나미모리 마을
- 좌우명 : 극한
- 좋아하는 말 : 극한 복싱
- 취미 : 극한 복싱 트레이닝
- 싫어하는 것 : 극한으로 꼴보기 싫은 것
- 성우 : 키우치 히데노부/이호산, 김현지(어린 시절)

- 기술
  1. 맥시몬 캐논: 링 젱탈전 때 코로네로와 수련 하여 만든 기술로, 마치 엄청난 캐논 같은 한방 기술이다.
  2. 맥시몬 컴비네이션: 미래편에서 카류(캉가류)와 캄비오 포르마 상태에서 사용한 기술로, 엄청난 속도로 연속 공격을 한다.

## 개요
초등학교 시절 쿄코가 불량소년들로부터 괴롭힘을 당한 것을 구하려고 했지만, 불량소년들에게 져서 다시는 싸우지 않겠다고 맹세했다. 현재도 그 각오가 남아 복싱을 하며, 링 쟁탈전 땐 스모 시합을 한다고 교코에게 거짓말을 하고, 다쳤을 땐 지붕에서 떨어졌다고 한다. 나미모리 싸움랭킹은 후우타에 따르면 5위이다. 수호자 주제에 이 당시에는 지도부 부위원장 쿠사카베보다 약했다. 후에 리본이 코로네로에게 수호자로서의 수행을 부탁할 때 현재 가장 약한 부류라고도 말했다. 모든 일을 복싱에 연관시켜 생각하는 정도로 좋아한다.